# Văleni (Piatra-Neamț), Neamț
Văleni este o localitate componentă a municipiului Piatra-Neamț din județul Neamț, Moldova, România.

## Imagini

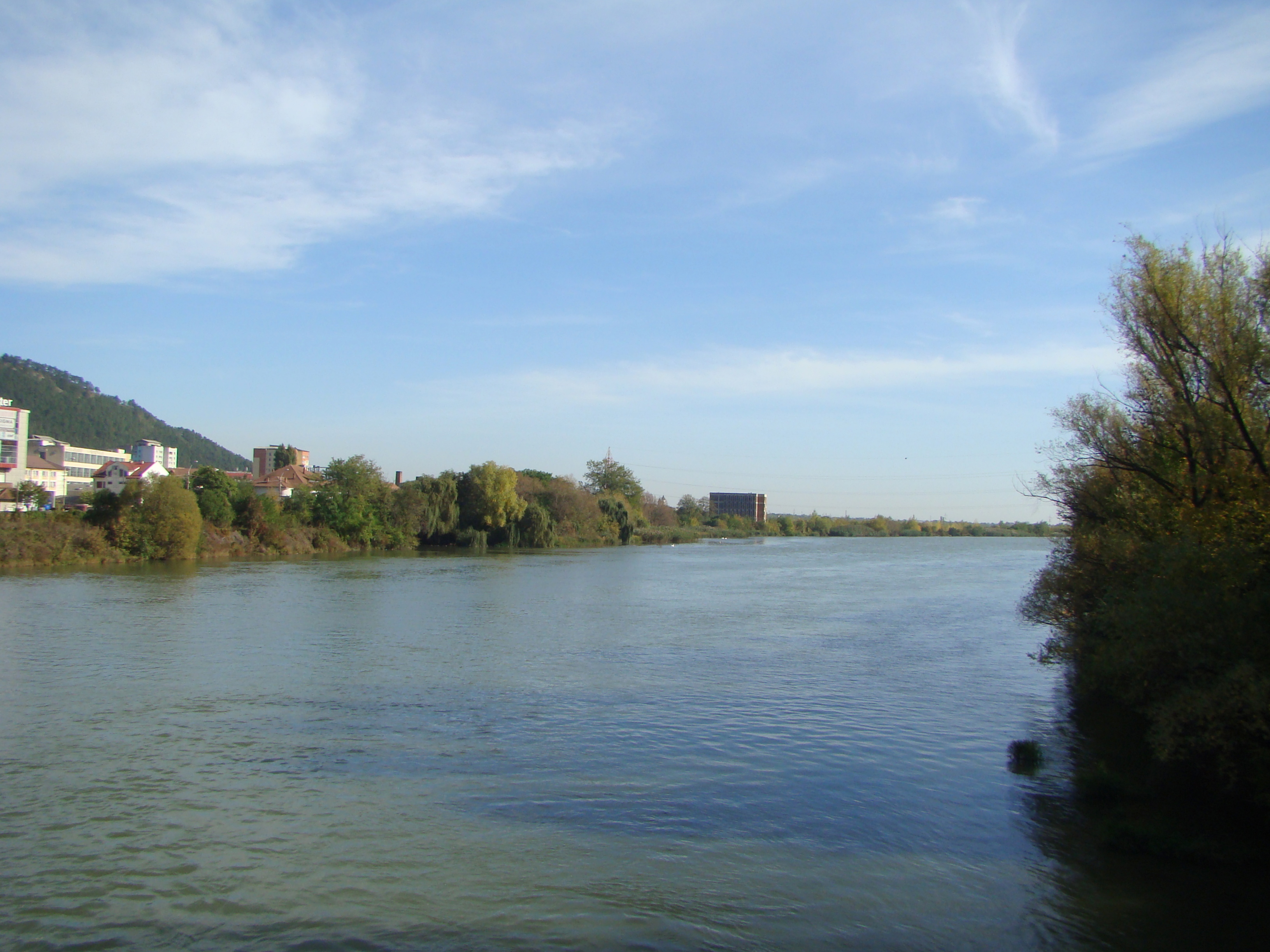
Râul Bistrița
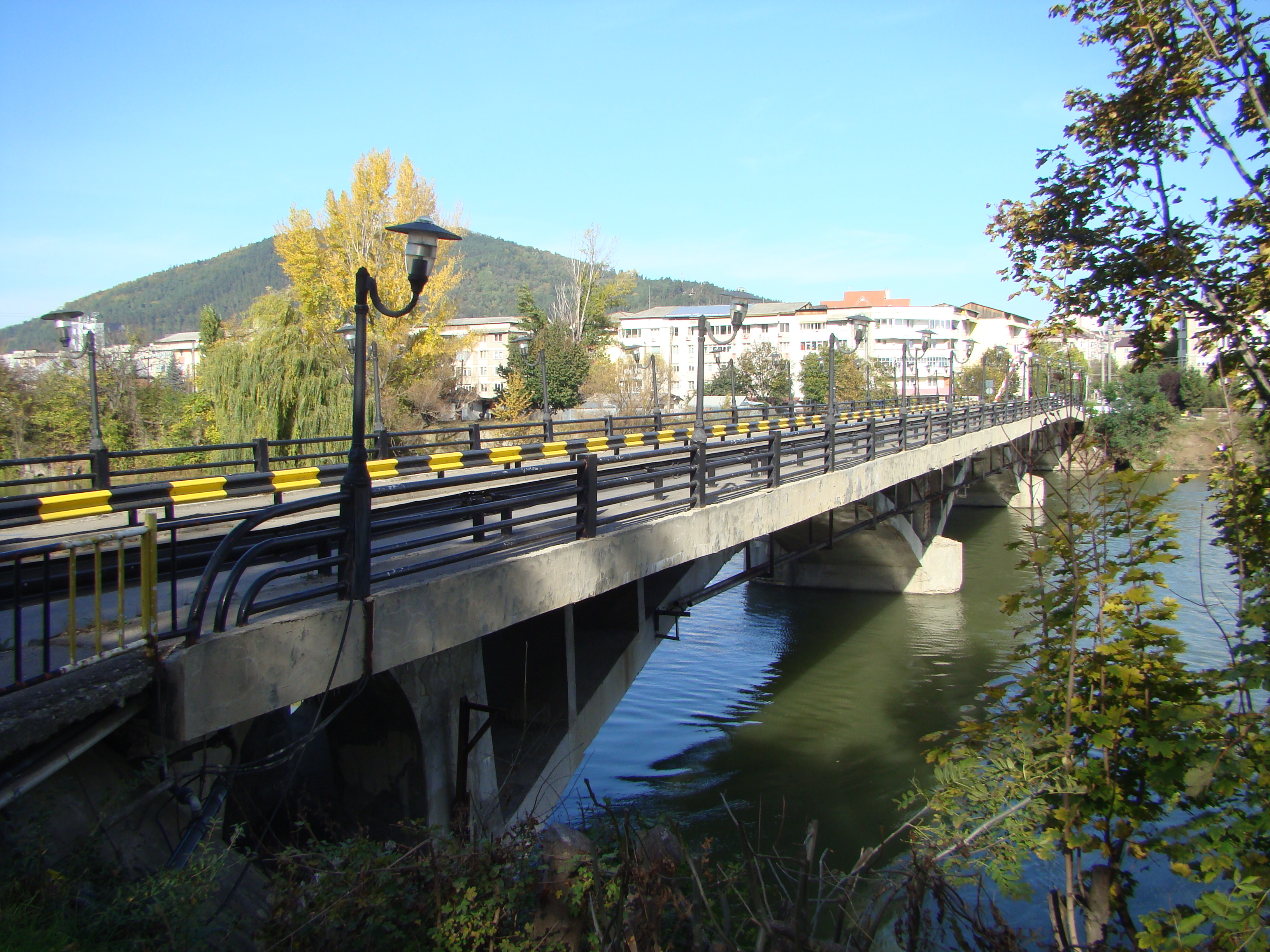
Podul peste râul Bistrița
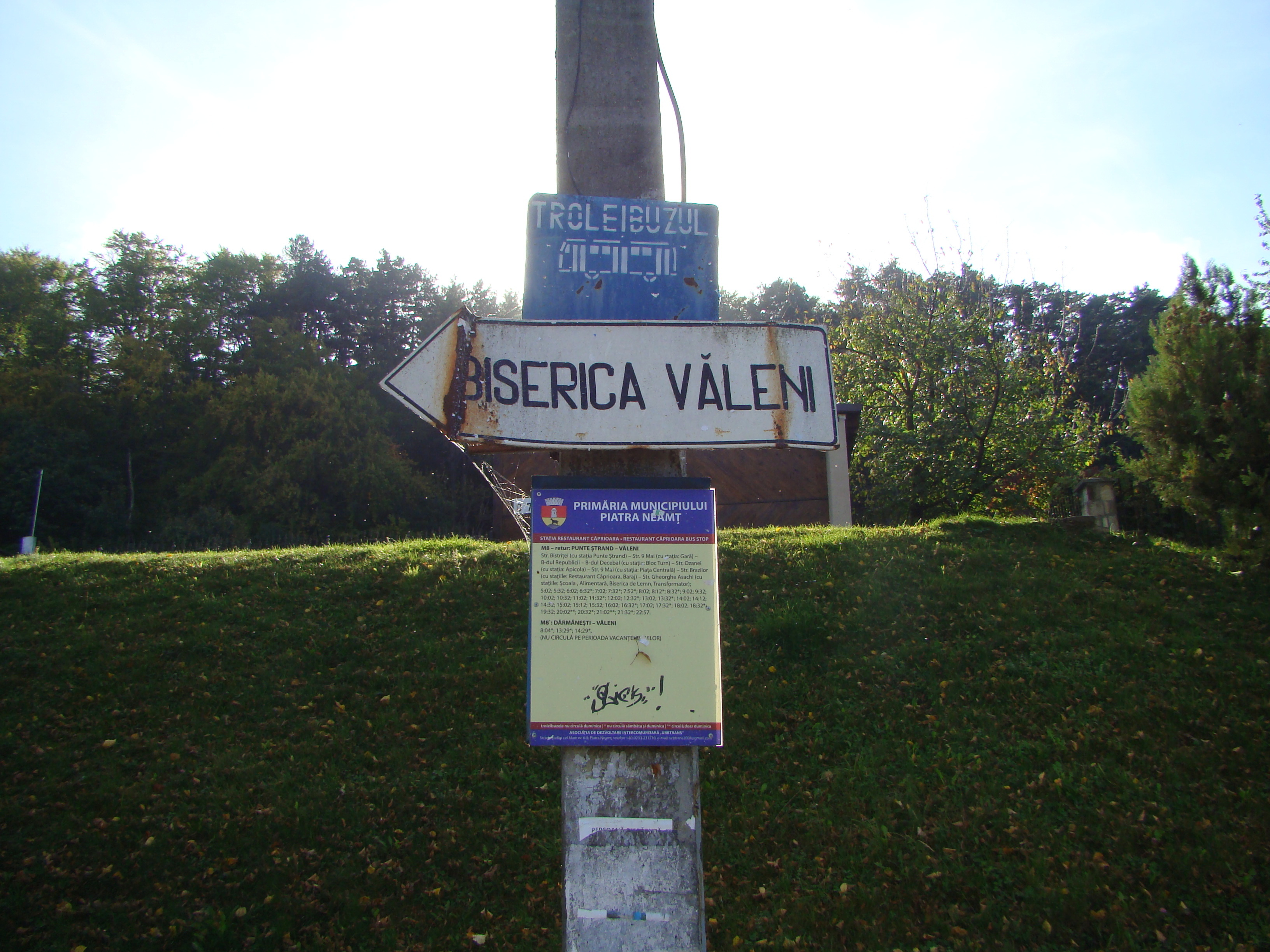
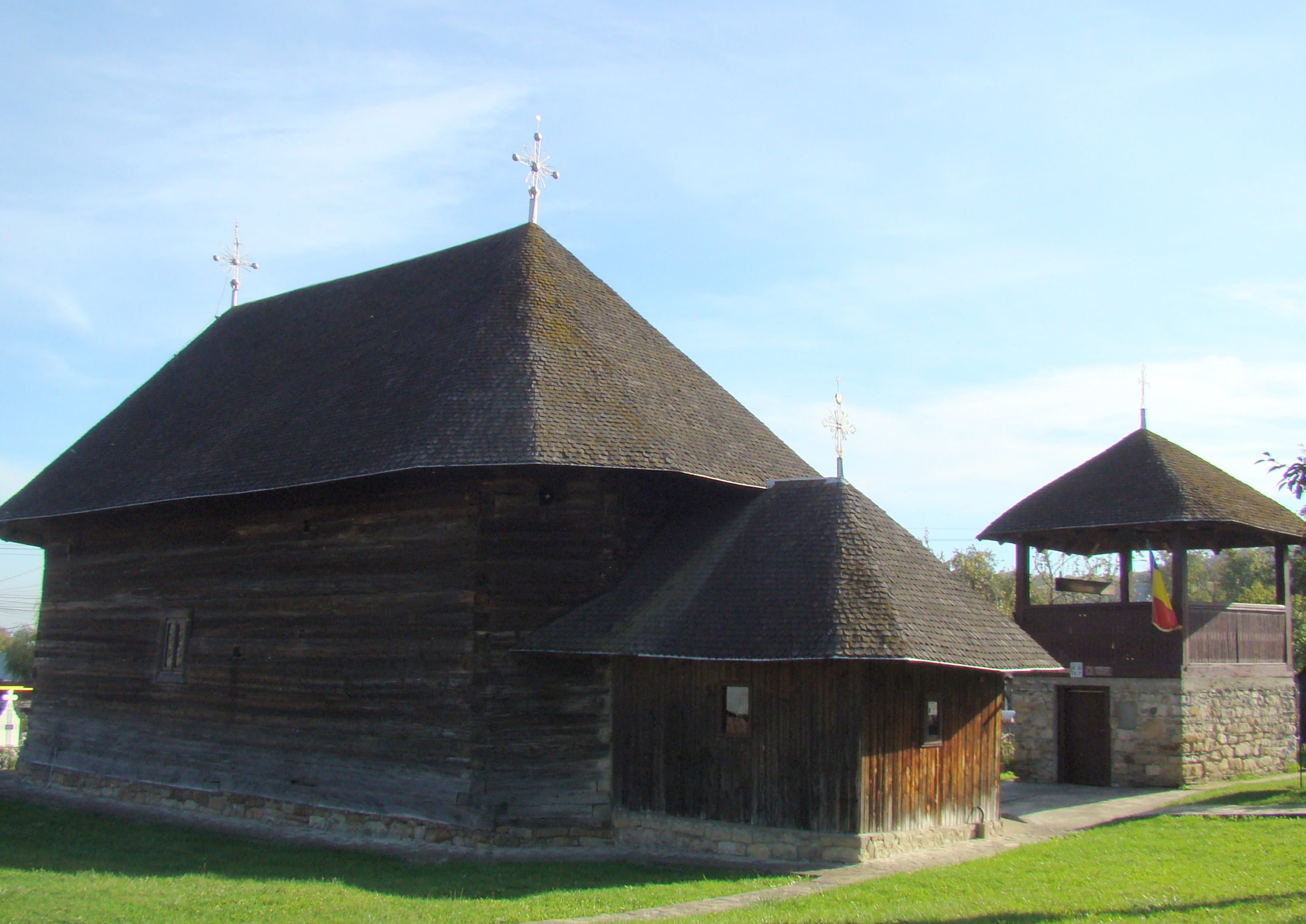
Biserica de lemn (monument istoric)
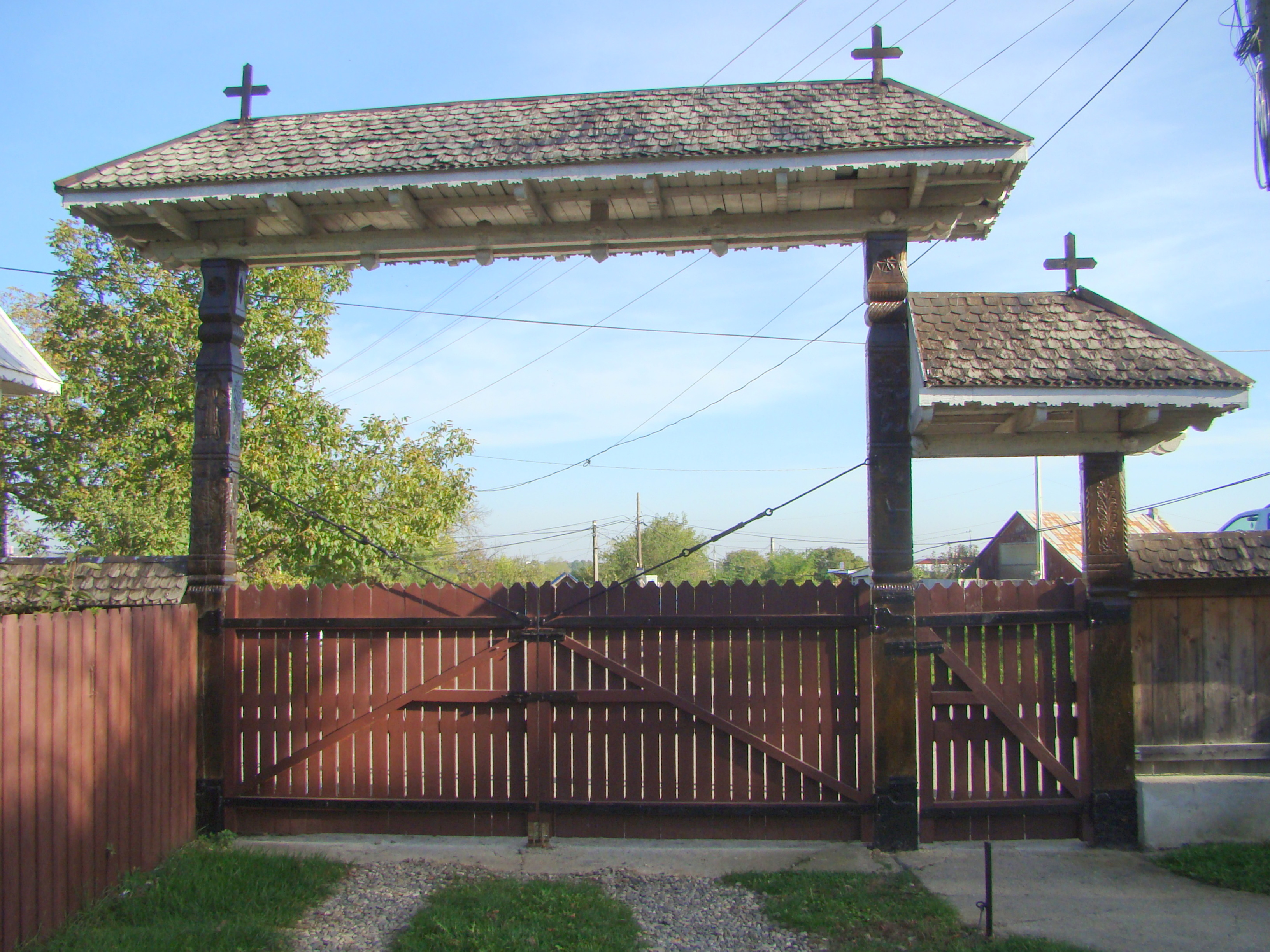
Poarta de lemn a bisericii

 Acest articol despre o localitate din județul Neamț este deocamdată un ciot. Puteți ajuta Wikipedia prin completarea lui.